# Claus E. Heinrich

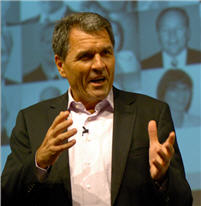
Claus E. Heinrich

Claus E. Heinrich (* 1955 in Waiblingen) ist Vorstandsvorsitzender der sovanta AG und war von 1996 bis 2009 Mitglied des Vorstandes der SAP AG. Als Honorarprofessor übt er zusätzlich Lehraufträge an der Universität Mannheim und der TU Berlin aus. Seit 2009 ist er Ehrensenator der Universität Heidelberg.

## Ausbildung und berufliche Entwicklung
Heinrich studierte Betriebswirtschaft an der Universität Mannheim. 
Nach seinem Abschluss 1981 und einem Forschungsaufenthalt an der Cornell University in den USA promovierte er 1986 auf dem Gebiet des Operations Research. 
1987 trat Heinrich in die SAP ein und übernahm schnell die Leitung des Entwicklungsbereiches Logistik-Controlling. 1996 wurde er in den Vorstand berufen und war zunächst für Logistikanwendungen verantwortlich. Unter seiner Führung entwickelte sich SAP zum Weltmarktführer für Supply-Chain-Management-Lösungen. Anschließend verantwortete er die gesamte Entwicklung der ERP-Lösung SAP R/3. 
1998 wurde er zusätzlich zum Arbeitsdirektor berufen und leitete das globale Personalwesen. 
Von 2005 bis 2009 war Heinrich daneben zuständig für die interne IT-Organisation, die Optimierung der internen Geschäftsprozesse sowie die Koordinierung der weltweiten SAP-Entwicklungszentren.
2009 schied Heinrich auf eigenen Wunsch aus der SAP aus und gründete die sovanta AG, mit Sitz in Heidelberg. Die sovanta AG unterstützt große und mittlere Unternehmen dabei, mit Business Apps für Smartphones, Tablets und Internet Browser Wettbewerbsvorteile zu generieren.
Heinrich ist verheiratet, Vater von vier Kindern und lebt in Heidelberg.

## Sonstige Funktionen
- 2002–2008 Beirat der Fraunhofer Gruppe für Informations- und Kommunikationstechnik
- 2004–2009 Beirat der Bundesvereinigung Logistik (BVL)
- 2003–2009 Vorstand der Deutschen Gesellschaft für Personalführung (DGFP)
- 2007–2009 Mitglied im Präsidium der BITKOM
- 2007–2009 Vorstandsvorsitzender der Zukunft Metropolregion Rhein-Neckar e.V.;
- 2007–2009 Vorsitzender des IHK-Wirtschaftsforums Metropolregion Rhein-Neckar[3]
- 2008–2009 Mitglied des Wirtschaftsbeirats des Goethe-Institutes
- 2007–2010 Mitglied des Innovationsrates Baden-Württemberg[4]
- 2021–2022 Vorsitzender des Verwaltungsrates bei SNP[5]
- Seit 2006 Mitglied des Kuratorium der Stiftungen der Universität Heidelberg und Universität Mannheim

## Auszeichnungen
2009 erhielt Heinrich den Bambini-Preis der Europäischen Jungakademikergesellschaft e.V.